# TMEM117
TMEM117‏ (Transmembrane protein 117) هوَ بروتين يُشَفر بواسطة جين TMEM117 في الإنسان.